# Dugary Ndabashinze
Dugary Ndabashinze (Bujumbura, 8 ottobre 1989) è un ex calciatore burundese, di ruolo attaccante.

## Carriera

### Club
Gioca, dal 2006 al 2007, all'Atlético Olympic. Nel 2008, dopo una breve esperienza in Guinea, all'Athlético de Coléah, si trasferisce in Belgio, allo Genk. Nel 2012 passa allo Waasland-Beveren. Nel 2013 viene acquistato dal Tubize. Nel 2015 si trasferisce al La Louvière Centre. Al termine della stagione rimane svincolato. Nel 2017 si trasferisce in Vietnam, al Binh Duong.

### Nazionale
Debutta in nazionale il 25 marzo 2007 in Botswana-Burundi.

## Palmarès

### Club

#### Competizioni nazionali
- Campionato belga: 1

Genk: 2010-2011
- Coppa del Belgio: 1

Genk: 2008-2009
- Supercoppa del Belgio: 1

Genk: 2011